# Carl Gustaf von Rosen

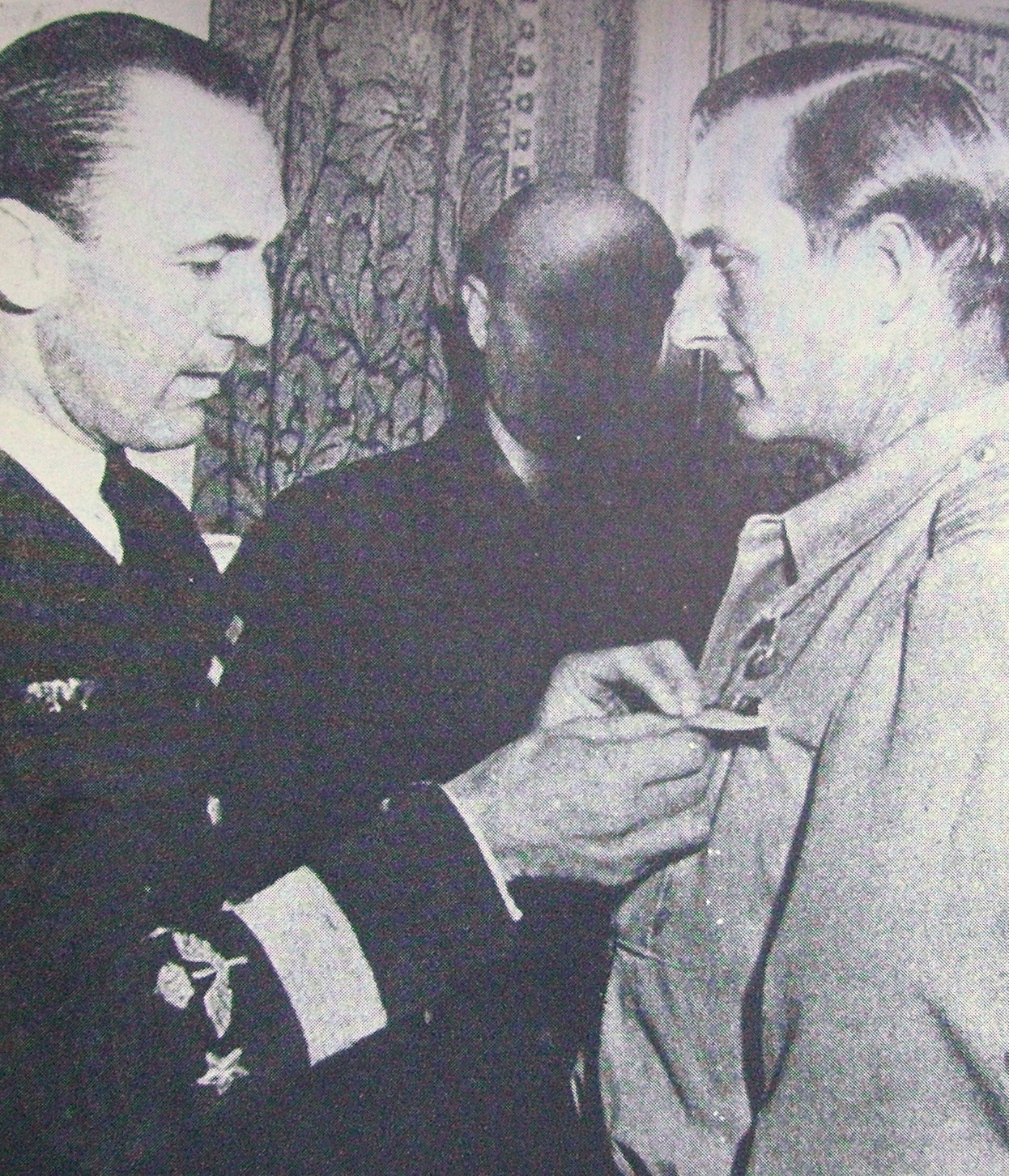
Carl Gustaf von Rosen (z prawej)

Carl Gustaf Ericsson von Rosen (ur. 19 sierpnia 1909 w parafii Helgesta (gmina Flen), zm. 13 lipca 1977 w rejonie Godie) – szwedzki pilot cywilny, awanturnik, ochotnik w armii fińskiej podczas wojny zimowej 1939–1940, instruktor lotniczy etiopskiego lotnictwa wojskowego w okresie powojennym, współtwórca lotnictwa wojskowego Biafry.
Pochodził z książęcego rodu. W młodości zafascynował się lotnictwem. Początkowo był mechanikiem lotniczym, po czym został lotnikiem w tzw. latającym cyrku, gdzie wykonywał niebezpieczne loty akrobatyczne. Pod koniec 1935 zaczął wykonywać pod egidą Międzynarodowego Czerwonego Krzyża loty z pomocą medyczną i żywnością dla Etiopczyków, zaatakowanych przez wojska włoskie. W 1936, po zakończeniu wojny, powrócił do Szwecji, po czym wyjechał do Holandii, gdzie został pilotem w liniach lotniczych KLM. Pod koniec 1939 porzucił pracę i udał się do Finlandii, zaatakowanej przez ZSRR. Kupił z własnych pieniędzy i dostarczył Finom 1 samolot transportowy Douglas DC-2 i 2 myśliwce dwupłatowe Koolhoven FK.52. W lutym 1940 wstąpił do fińskiego lotnictwa wojskowego. Latał na dostarczonym przez siebie DC-2 w składzie LeLv44. Uczestniczył jedynie w 1 misji bojowej 1 marca, kiedy zbombardowano sowiecką bazę lotniczą. Został odznaczony fińskim medalem wojskowym. Kiedy wojska niemieckie najechały na Holandię w maju 1940, przyjechał do Wielkiej Brytanii. Próbował wstąpić do RAF, ale jego kandydatura została odrzucona z powodu powiązań rodzinnych jego matki z Hermannem Göringiem. W tej sytuacji ponownie podjął pracę w KLM, latając na trasie Londyn-Lizbona. W latach 1945–1956 był instruktorem lotniczym w etiopskim lotnictwie wojskowym. Następnie został pilotem sekretarza generalnego ONZ Daga Hammarskjölda. W 1968 zaczął loty z pomocą humanitarną dla ludności Biafry, która oddzieliła się od Nigerii. Latał samolotem Douglas DC-7 z São Tomé do Uli. Widząc cierpienia Biafryjczyków, opracował ze wsparciem francuskich służb specjalnych plan pomocy dla nich. Kupił 5 małych samolotów szkoleniowych produkcji szwedzkiej Malmö MFI-9, które zostały przemalowane w barwy kamuflażowe i przerobione do celów wykonywania ataków szturmowych. Sformował z nich eskadrę lotniczą, w skład której weszli zwerbowani przez niego piloci z różnych krajów, która od maja 1969 atakowała nigeryjskie lotniska, skąd samoloty latały przeciwko ludności cywilnej Biafry. Ataki te doprowadziły do zniszczenia na ziemi kilku nigeryjskich myśliwców MiG-17 i bombowców Ił-28. Po upadku Biafry w 1970, powrócił do Szwecji. W 1974 latał z pomocą humanitarną dla ludności Etiopii. W 1977 wykonywał takie loty ponownie dla Etiopczyków podczas wojny w Ogadenie. Zginął 13 lipca tego roku w rejonie Godie, zabity przez somalijskich bojowników. Został pochowany na cmentarzu w Addis Abebie.